# Achille Van Sassenbrouck
Achille Van Sassenbrouck (ou Achiel, surnommé Den Sassen), né le 25 septembre 1886 à Bruges et mort le 3 octobre 1979 à Gand, est un peintre belge qui fait partie de l'école de Bruges.

## Biographie
Né dans la Zwarte Leertouwersstraat, Achille Van Sassenbrouck est le fils d'un menuisier qui voit en lui son successeur. Ce fils voit les choses différemment : il souhaite apprendre à peindre. Les divergences d'opinion et les tensions conduisent le jeune Achiel à fuir le domicile parental alors qu'il a à peine douze ans. Il rejoint une compagnie de carnaval itinérant où il sert comme touche-à-tout. Il se retrouve à Rotterdam, Dordrecht, Amsterdam et Düsseldorf, entre autres. Après quelques années, il retourne à Bruges et passe d'une loge misérable à une autre.
Il gagne alors sa vie comme peintre en lettres. Pendant son temps libre, il peut suivre des cours à l'Académie des Beaux-Arts de Bruges. Il y reçoit l'enseignement du dessin au trait et des arts graphiques de Joseph Neutens et de Victor De Loose. Les professeurs de peinture sont Charles Poupaert et Pieter Raoux. Il suit une formation artistique complémentaire auprès d'Edmond Van Hove et de Gustaaf Pickery. Parmi ses camarades de classe, on trouve Albert Goethals, Constant Permeke, Maurice Van Middel, Benoît Van Eeghem, Leo Mechelaere, Octave Rotsaert et Karel Laloo. Il termine ses études à l'académie de Bruges en 1909. Il a 23 ans à l'époque et remporte tous les prix qu'il y a à gagner.
Grâce à un bienfaiteur, il poursuit ses études à l'Académie royale d'Anvers, où il est élève entre autres de Julien De Vriendt, de Franz Courtens et de Frans Van Leemputten. C'est surtout ce dernier qui s'occupe de l'agité Van Sassenbrouck.
En 1914, il s'engage comme volontaire dans l'armée belge. Pendant son service dans les tranchées sur l'Yser, il travaille également comme peintre de front. Il fait ensuite don d'une trentaine de toiles et de dessins de cette époque au musée de la guerre établi dans la Kruispoort de Bruges.
Il est gravement blessé et termine la guerre comme enseignant dans une unité pour soldats blessés à Port-Villez. Il y rencontre Claude Monet, qui s'intéresse beaucoup à lui. Lors d'une exposition à La Panne, la reine Élisabeth achète trois de ses œuvres.
Après sa démobilisation, il revient vivre à Bruges et organise des expositions qui se vendent bien. Le brasseur et sénateur Victor De Meulemeester l'encourage et lui présente des acheteurs potentiels. Le ministre Jules Destrée lui achète vingt-trois œuvres.
Lorsqu'un amateur d'art lui propose un atelier à Bruxelles, il se rend dans la capitale. Il y rencontre Ernest Claes, Herman Teirlinck et Karel van de Woestijne, entre autres au Club flamand. August Vermeylen donne une conférence lors de l'ouverture d'une exposition de l'œuvre picturale de Van Sassenbrock à la fin de 1925.
Après son mariage, il achète un bateau-maison de quinze mètres et le couple prend la mer. Il visite Bruges, Ostende, Gand et Laethem-Saint-Martin, où il revoit son ami Albert Servaes.
Sa vie de vagabond se termine en 1933 lorsque Den Sassen amarre son bateau à Hamme. Il y emménage dans une grande maison isolée et murée sur le Kale Dries avec vue sur la Durme. Il y vit le reste de sa vie, en alternance avec des séjours sur sa péniche.
Van Sassenbrouck est un bon portraitiste. Il peint des portraits d'Achiel Van Acker, de Victor Van Hoestenberghe, d'Émile Vandervelde, de Constant Eeckels et d'August Vermeylen, entre autres.
Il est surtout le peintre de la rudesse et de la pauvreté des ouvriers, des paysans, des vagabonds, des soldats, des types étranges. Ils peuplent les paysages et les compositions qu'il peint.
De plus, il capture sur toile de nombreux paysages de la ville de Bruges, ainsi que de nombreux paysages, dans un style expressionniste qui lui est propre, dans des dessins robustes avec une vaste palette de couleurs.
De nombreux musées possèdent des œuvres de Van Sassenbrouck.

## Œuvres
- Rue dévastée à Nieuport, 60 × 80 cm, huile sur toile, 1918, musée royal de l'Armée[1].